# 혁명세포 (독일)
혁명세포(독일어: Revolutionäre Zellen; RZ)는 1973년에서 1995년까지 활동한 서독의 도시유격대 조직이다. 1980년대 서독 내무성에서는 RZ를 서독에서 가장 위험한 극좌테러집단 중 하나로 평가했다. 독일연방검찰에서 발표한 바에 따르면 RZ는 총 186건의 테러공격을 일으켰고, 그 중 40건은 서베를린에서 일으켰다.
RZ의 가장 유명한 활동은 1976년 팔레스타인 해방인민전선과 합작하여 에어프랑스 139편을 하이재킹하여 우간다 엔테베 공항에 갖다놓은 사건이다. 당시 이스라엘 방위군이 개입한 엔테베 작전에서 RZ측 요원들도 사살당했다.

## 같이 보기
- 적군파 (독일)